# 更始 (西燕)
更始（385年正月－386年二月）是西燕君主慕容冲的年号，共计2年。

## 纪年
| 更始 | 元年  | 二年  |
| ---- | ----- | ----- |
| 公元 | 385年 | 386年 |
| 干支 | 乙酉  | 丙戌  |

## 参看
- 中国年号索引
- 其他时期使用的更始年号
- 同期存在的其他政权年号
  - 凤凰（386年二月－十一月）：张大豫自立年号
  - 太元（376年正月－396年十二月）：東晉皇帝晋孝武帝司马曜的年号
  - 建元（365年－385年七月）：前秦政权苻坚年号
  - 太安（385年八月－386年十月）：前秦政权苻丕年号
  - 白雀（384年四月－386年四月）：后秦政权姚苌年号
  - 燕元（384年－386年二月）：后燕政权慕容垂年号
  - 建兴（386年二月－396年四月）：后燕政权慕容垂年号
  - 建义（385年九月－388年六月）：西秦政权乞伏国仁年号
  - 登国（386年－396年六月）：北魏政权拓跋珪年号